# Claudia Rusca
Claudia Francesca Rusca (1593 – 1676) è stata una monaca cristiana, compositrice e musicista italiana.

## Biografia
Sulle origini di Suor Claudia Francesca Rusca rimane il dubbio, in quanto non si riesce a risalire alla fede di battesimo. Il nome Rusca è diffuso in tutto il nord della Lombardia ma soprattutto nella regione del Canton Ticino, e grazie a questo il musicologo W. Jesinghaus decise di fare una ricerca sulle sue musiche e di fotografare l'edizione che sarebbe poi andata persa per sempre nell'incendio della Ambrosiana durante i bombardamenti del 1943.
Ci può aiutare a risalire alle origini il fratello della Rusca, Antonio, che ebbe anch'egli stretti legami epistolari con Federico Borromeo. L'11 febbraio del 1631 venne nominato Teologo della metropolitana all'età di 33 anni, quindi la sua nascita risale al 1598; inoltre divenne vicario delle monache proprio del Monastero di santa Caterina. Il suo rapporto con le sorelle (un'altra Rusca compare nel monastero, una certa Antonia Lucia) doveva essere molto stretto, visto che operavano nella stessa città. In un suo trattato De origine et statu demonorum compare come Antonius Rusca mediolanensis facendo intuire che la famiglia fosse d'origine milanese.
Sulla vita della Rusca abbiamo interessanti informazioni dalla Biografia delle monache di Santa Caterina in Brera, un manoscritto redatto da una suora anonima che ha vissuto nel monastero di Santa Caterina nel 1684 e conservato presso la Biblioteca Ambrosiana a Milano, col codice "MS Trotti 453".
Riguardo a suor Rusca si dice:
(dalla Biografia delle monache di Santa Caterina in Brera conservato presso la Biblioteca Ambrosiana a Milano)
Analizzando la sua biografia risaliamo all'anno di nascita cioè il 1593. Si evince che i genitori le fecero studiare musica e che già da giovane praticava la composizione; questa sua virtù le servì per essere lodata e rispettata, ma anche per entrare in monastero a praticare l'arte dell'insegnamento. Se è vero che entrò che già sapeva bene il suo mestiere, è facile supporre che l'ingresso sia avvenuto ad una età matura. Sulla data della sua monacazione non si hanno notizie certe, neanche attraverso le carte dell'Archivio Storico Diocesano di Milano. Le uniche informazioni le abbiamo dai contratti di vendita, ma si deve aspettare il 1620 e il 1626, per vedere il suo nome nell'elenco delle suore, che non compare invece in quello del 1617. Si ipotizza quindi il suo ingresso in monastero intorno agli anni 1618-1620.
All'età di 24 anni, la Rusca ebbe modo di perfezionare la sua arte compositiva e dopo l'investitura poté cominciare a lavorare sul progetto della raccolta dei Sacri concerti, terminato verso la fine degli anni venti con relativa pubblicazione del 30 gennaio 1630.
La biografia parla anche di una donna capace nei conti e con buona memoria, requisiti fondamentali nell'arte della composizione (le regole del contrappunto richiedono molta destrezza nei numeri e buona memoria). Non partecipava a tutti gli uffici proprio per colpa del suo impegno didattico, ma svolse molte mansioni come suora: dalla portinaia alla maestra delle novizie. Evidentemente era di gracile costituzione, visto che non poteva alzarsi di notte per il mattutino. Più volte venne nominata per diventare superiora, ma non si conosce il motivo della rinuncia o della mancata "promozione". Il primo di ottobre venne colpita dalla sgocia (colpo apoplettico), e pochi giorni dopo, il 6 ottobre, la Domenica del Rosario del 1676, morì a 83 anni.
L'altra documentazione sulla Rusca è la lettera di risposta al cardinale Borromeo interamente riportata in Marcora:
(dalla lettera di risposta della Rusca al Cardinale Borromeo)
La lettera, permeata di un senso infinito di dolcezza, evidenzia il carattere e il tratto psicologico della Rusca e mette in risalto le tensioni spirituali e gli evidenti sensi di colpa. Dapprima ci fa intendere l'insoddisfazione del Cardinale sullo stato spirituale della monaca, forse il Borromeo è già a conoscenza delle difficoltà esistenziali che turbano la Rusca; è lei stessa a chiedere di non essere abbandonata e di poter ricevere carità per la sua anima "combattuta". La tensione spirituale tra la "Giovane Fochina" (evidente richiamo alla giovinezza, trascorsa , come abbiamo detto, fuori dalle mura del convento) e la futura monaca, trova sfogo in una forma di auto convincimento esplicativo. Ma uno dei momenti più toccanti della lettera è quando confida al Padre il suo senso di colpa, tanto da non permetterle di star sola.
Nelle lettere il Borromeo dà spesso il consiglio di passare dei periodi di estrema solitudine, per rinforzare il rapporto con Dio, per purificare l'anima. Anche la Rusca trascorse dei periodi di solitudine e visse la clausura contemporaneamente con dolore e gioia.
Un altro momento importante della lettera fu quando riconobbe che la presenza di Dio era talmente forte da farla arrendere ai suoi richiami. Il "combattimento" nell'anima della Rusca le creò gran confusione e dolore e questa è l'ennesima testimonianza di come frequentemente la vita delle monache era permeata di dubbi, incertezze e paure.
Come ho già accennato, la nostra monaca aveva una sorella e un fratello. Di Antonia Lucia non abbiamo nessuna informazione, invece di Antonio sappiamo che rivestiva vari incarichi importanti nella città di Milano. Proprio per il volere dei fratelli, le musiche della Rusca vennero pubblicate il 30 gennaio 1630, in un periodo non particolarmente favorevole se pensiamo alla diffusione della peste. Forse grazie alla posizione di potere del fratello, la raccolta dei "Sacri Concerti" trovò subito una collocazione all'interno della Biblioteca Ambrosiana permettendone la loro sopravvivenza. La raccolta fu pubblicata presso l'editore Giorgio Rolla .

## I Sacri Concerti
L'edizione originale del 30 gennaio 1630 dei "Sacri Concerti" di suor Claudia Francesca Rusca giunge a noi per una serie fortuita di coincidenze. Le musiche della monaca furono subito conservate presso la Biblioteca Ambrosiana e lì rimasero, probabilmente mai visionate, fino al terzo decennio del XX secolo, quando un giovane musicista ticinese, Walter Jesinghaus , decise di studiarle. La giusta collocazione dell'edizione la suggerisce il Saba nel suo libro " Federico Borromeo e i mistici del suo tempo" . Probabilmente Jesinghaus lesse questo testo e rintracciò l'edizione della Rusca. Il musicista ticinese, spinto dal desiderio di dare una maggior dignità alla cultura musicale del Cantone e convinto che la suora potesse essere di origini svizzere vista la diffusione del nome nel locarnese e luganese, decise di fotografare l'intera edizione e di esporla in una mostra d'arte nel 1938 nel castello di Locarno. Il catalogo relativo alla mostra riporta a pag 33 un suo articolo dal titolo: "Ricerche musicali nel Ticino", in cui concentra la sua attenzione sul musicista Alessandro Tadei (? – Gandria 1667): "Questo nome è di fierezza per ogni luganese e segno di gloria per il Ticino", e in coda all'articolo dedica una paginetta alla Rusca e scrive: " Certamente è interessante sapere che una dama d'illustre casato, come quello dei Rusca, fattasi Suora Umiliata al Monastero di S. Caterina, vicino a [Brera] Pinacoteca di Brera in Milano, amasse tanto la musica e con molta perizia si esercitasse alla composizione. Il suo nome è strettamente legato al [Ticino] Canton Ticino, sebbene non sia possibile stabilire con esattezza se Suor Claudia Francesca Rusca discenda dai Rusca di Lugano o di Locarno". Nella pag. 59 del catalogo, compare l'elenco degli oggetti esposti nella sala 4 e tra questi, al numero 55 troviamo: "Fotografie dei "sacri concerti" di Suor C. F. Rusca". Infine, a pag XLVIII, vi è riportato il frontespizio del fascicolo relativo al canto. Di questa immagine, l'unica che riporta l'intera intitolazione dei concerti, si è persa la fotografia originale. Il saggio Jesinghaus mai avrebbe sospettato che nella notte tra il 15 e 16 agosto del 1943 Milano sarebbe stata colpita dai bombardamenti angloamericani, e che un'ala della biblioteca ambrosiana sarebbe stata distrutta mandando in cenere oltre 55.000 volumi antichi. Tra questi, oltre ai libretti d'opera di Verdi, Bellini, e grandiosi capolavori del Rinascimento, anche l'edizione della Rusca!
Quindi le foto scattate dal musicista ticinese sono a tutt'oggi l'unica fonte dei "Sacri Concerti".
Nel 1970 nacque l'associazione "Ricerche Musicali nella Svizzera italiana" con l'intento di recuperare l'archivio di Walter Jesinghaus il quale, essendo morto senza eredi (e nell'indigenza), lasciò il tutto in stato di abbandono. Il nome dell'associazione si ricollega al progetto iniziale del musicologo ("Ricerche musicali nel Ticino"), titolo che il musicista adottò per identificare il campo della sua attività. Tutto il fondo inerente alle ricerche musicali fu poi acquisito dal Cantone e ceduto all'Archivio di Stato del Cantone Ticino a Bellinzona (dove sono ancora custodite).
Ad accompagnare il viaggio dell'edizione fotografata ci sono anche le rielaborazioni di Giorgio Federico [Ghedini] Giorgio Federico Ghedini. Infatti il noto compositore italiano, da sempre interessato al repertorio antico, venne a conoscenza dei "Sacri Concerti" intorno agli anni cinquanta (probabilmente dallo stesso Jesinghaus) ed operò dei lavori di rielaborazione.
Di seguito il contenuto dei "Sacri concerti"
T A V O L A
A UNA VOCE
- Salve regina Caelorum
- Tu Filia Dei,
- Consolamini popule meus
- Veni Sponsa Christi
- Exultate Celi

A DUE VOCI
- Iesus dulcis
- Ego dormio
- Veni in Hortum meum
- Surge amica mea
- O dulcissime Iesu
- Domine Dominus noster

A TRE VOCI
- Hic accipiet benedictionem
- Iubilate Deo omnis terra

(Con Violino e Violone, over Fiffera e Trombone)
A QUATTRO VOCI
- Gaudete gaudio magno
- Cantate Domino

(con Violino, e Violone, over Fiffera e trombone)
A CINQUE VOCI
- Adoramus te Christe

STRUMENTALI
- Canzon Prima detta "la Borromea"
- Canzon seconda

A QUATTRO VOCI
(con falsabordone)
- Dixit
- Confitebor
- Beatus vir

Motetti, & Magnificat à 8. concertati; Il Tenore del Primo Choro si può cantare in Soprano, come facciamo nella nostra Chiesa, & lo facciamo fare un choro da per sé; si che vengono poi ad essere a tra Chori.
A OTTO VOCI
- Omnes gentes
- Ave virginum gemma
- Exultate justi in Domino
- Repleatur os meum
- Iubilate Deo omnis terra
- Domine ad adiuvandum
- Falsabordone & Gloria
- Magnificat